# Kai Jones
Kai Martinez Jones (Nassau, 19 gennaio 2001) è un cestista bahamense, professionista nella NBA.

## Inizi e high school
Nato a Nassau, Bahamas, Jones si è trasferito negli Stati Uniti all'età di 11 anni. Prima di iniziare le superiori, però, Jones ha fatto ritorno nel paese di origine per intraprendere una carriera come saltatore in lungo. All'età di 15 anni, Jones giocò per la prima volta a basket, attratto dallo sport cestistico dopo un'esponenziale crescita fisica.
Nell'estate 2017 partecipa al camp Basketball Without Borders, tenuto dalla NBA a Nassau. Lo stesso anno si allena con Deandre Ayton, futura prima scelta ssoluta al Draft NBA 2018 e considerato al tempo una delle migliori reclute dell'high school, e decide di trasferirsi nuovamente negli Stati Uniti, iscrivendosi come senior alla Orlando Christian Prep di Orlando, Florida. Insieme a compagni del calibro di Nassir Little e C.J. Walker guida la scuola al titolo statale. Durante le superiori, Jones si svegliava ogni mattina alle 4.45 per allenarsi, riuscendo comunque a ottenere ottimi risultati scolastici, diplomandosi con un GPA di 4,2 (su un massimo di 5) e ottenendo la lode. Nell'estate 2018 partecipa all'NBA Global Camp di Treviso. Dopo il suo anno da senior, gioca una stagione con la Brewster Academy di Wolfeboro, New Hampshire, con cui vince lo USA National Prep Championship.

## College
Il 15 ottobre 2018 annuncia la sua decisione di accettare l'offerta dell'Università del Texas. Jones aveva ricevuto diverse offerte da importanti squadre di Division I, come Arizona, Kansas e Oregon.
Jones viene subito lodato per la sua grande etica del lavoro. L'allenatore di Texas, Shaka Smart, definisce Jones il big man con la miglior etica del lavoro che abbia mai allenato. Nonostante questo, Jones fatica inizialmente a trovare spazio nelle rotazioni, vedendo il campo maggiormente verso la fine della stagione, che chiude con le medie di 3,6 punti e 3,2 rimbalzi. Jones decide quindi di proseguire la sua carriera con Texas per un altro anno.
Pur venendo ancora impiegato principalmente dalla panchina, mostra notevoli miglioramenti nell'anno da sophomore, chiudendo la stagione regolare con 8,8 punti, 4,9 rimbalzi e 0,9 palle rubate di media a partita e venendo nominato sesto uomo dell'anno nella BIG 12. Dopo aver sconfitto Texas Tech e aver approfittato del ritiro di Kansas, Texas arriva fino alla finale del torneo della BIG 12, vinta contro gli Oklahoma State Cowboys di Cade Cunningham. Jones, partito da titolare, chiude con 13 punti e 5 rimbalzi con un efficiente 62,5% dal campo. Nella March Madness, però, Texas non riesce ad andare oltre il primo turno, venendo sconfitta da Abilene Christian. Jones, impiegato ancora una volta da titolare, chiude con 11 punti, 3 rimbalzi e 2 assist con l'80% dal campo.

## Carriera
Il 24 marzo Jones si rende eleggibile per il Draft NBA 2021, firmando successivamente con l'agenzia di rappresentanza Klutch Sports.
Saranno i New York Knicks a chiamarlo con la undicesima scelta assoluta, scambiandolo immediatamente però con gli Charlotte Hornets, dell'allora proprietario Michael Jordan.
Dopo due stagioni al di sotto delle aspettative, il suo periodo di off-season 2023 è caratterizzato da uno strano atteggiamento sui social network, in particolare su Twitter, dove scriverà commenti poco lucidi contro i propri compagni di squadra, che sorpasseranno il limite di sopportazione della dirigenza degli Hornets, la quale lo taglierà in seguito alla richiesta del giocatore via social di essere scambiato.

## Nazionale
Jones ha partecipato con la maglia delle Bahamas al campionato under-17 Centrobasket, chiuso al settimo posto.

## Statistiche

### NCAA
| Anno      | Squadra         | PG | PT | MP   | TC%  | 3P%  | TL%  | RP  | AP  | PRP | SP  | PP  |
| --------- | --------------- | -- | -- | ---- | ---- | ---- | ---- | --- | --- | --- | --- | --- |
| 2019-2020 | Texas Longhorns | 27 | 10 | 16,6 | 50,0 | 29,2 | 63,6 | 3,3 | 0,4 | 0,5 | 1,1 | 3,6 |
| 2020-2021 | Texas Longhorns | 26 | 4  | 22,8 | 58,0 | 38,2 | 68,9 | 4,8 | 0,6 | 0,8 | 0,9 | 8,8 |
| Carriera  | Carriera        | 53 | 14 | 19,7 | 55,3 | 34,5 | 67,7 | 4,0 | 0,5 | 0,7 | 1,0 | 6,2 |

#### Massimi in carriera
- Massimo di punti: 20 vs Oklahoma State (7 marzo 2020)[13]
- Massimo di rimbalzi: 10 vs Oklahoma (26 gennaio 2021)
- Massimo di assist: 3 vs Oklahoma (26 gennaio 2021)
- Massimo di palle rubate: 3 vs Iowa State (2 marzo 2021)
- Massimo di stoppate: 5 vs Oklahoma State (15 gennaio 2020)
- Massimo di minuti giocati: 37 vs Oklahoma (26 gennaio 2021)

### NBA

#### Regular Season
| Anno      | Squadra           | PG  | PT | MP   | TC%  | 3P%  | TL%  | RP  | AP  | PRP | SP  | PP   |
| --------- | ----------------- | --- | -- | ---- | ---- | ---- | ---- | --- | --- | --- | --- | ---- |
| 2021-2022 | Charlotte Hornets | 21  | 0  | 3,0  | 64,3 | 50,0 | 37,5 | 0,5 | 0,2 | 0,0 | 0,1 | 1,0  |
| 2022-2023 | Charlotte Hornets | 46  | 0  | 12,0 | 55,8 | 21,1 | 73,1 | 2,7 | 0,3 | 0,4 | 0,7 | 3,4  |
| 2024-2025 | L.A. Clippers     | 28  | 0  | 7,4  | 72,2 | 0,0  | 75,0 | 1,6 | 0,4 | 0,2 | 0,5 | 2,2  |
| 2024-2025 | Dallas Mavericks  | 12  | 6  | 21,7 | 83,6 | 33,3 | 70,0 | 6,6 | 1,3 | 0,8 | 0,8 | 11,4 |
| Carriera  | Carriera          | 107 | 6  | 10,1 | 67,1 | 23,1 | 68,2 | 2,4 | 0,4 | 0,3 | 0,5 | 3,5  |

#### Massimi in carriera
- Massimo di punti: 12 vs Oklahoma City Thunder (28 marzo 2023)[14]
- Massimo di rimbalzi: 14 vs Oklahoma City Thunder (28 marzo 2023)
- Massimo di assist: 2 (4 volte)
- Massimo di palle rubate: 2 (2 volte)
- Massimo di stoppate: 3 (4 volte)
- Massimo di minuti giocati: 32 vs Toronto Raptors (2 aprile 2023)

### G League
| Anno      | Squadra         | PG | PT | MP   | TC%  | 3P%  | TL%  | RP  | AP  | PRP | SP  | PP   |
| --------- | --------------- | -- | -- | ---- | ---- | ---- | ---- | --- | --- | --- | --- | ---- |
| 2021-2022 | Greens. Swarm   | 32 | 31 | 30,3 | 61,6 | 32,1 | 60,0 | 9,7 | 1,3 | 1,3 | 2,0 | 16,5 |
| 2022-2023 | Greens. Swarm   | 14 | 13 | 27,9 | 74,4 | 37,5 | 85,0 | 8,5 | 1,4 | 1,2 | 1,9 | 15,5 |
| 2023-2024 | Del. Blue Coats | 2  | 2  | 23,9 | 60,0 | 0,0  | 60,0 | 7,5 | 3,5 | 2,5 | 1,5 | 11,0 |
| 2024-2025 | S.D. Clippers   | 15 | 15 | 31,2 | 72,6 | 36,4 | 88,9 | 7,3 | 1,7 | 1,5 | 1,7 | 12,5 |
| Carriera  | Carriera        | 63 | 61 | 29,8 | 66,3 | 32,7 | 68,3 | 8,8 | 1,5 | 1,4 | 1,9 | 15,2 |

## Palmarès

### Squadra

#### NCAA
- BIG 12 Tournament (2021)

### Individuale

#### High school
- National Prep Invitational All-Tournament Team (2019)

#### NCAA
- All-Academic Big 12 Rookie Team (2020)
- BIG 12 Sixth Man of the Year (2021)
- All-BIG 12 Tournament (2021)
- All-Academic Big 12 Team (2021)